# Godinjak
Godinjak es una localidad de Croacia en el ejido del municipio de Staro Petrovo Selo, condado de Brod-Posavina.

## Geografía
Se encuentra a una altitud de 127 m s. n. m. a 150 km de la capital nacional, Zagreb.

## Demografía
En el censo 2011 el total de población de la localidad fue de 664 habitantes.
| Gráfica de población de Godinjak 1857-2011                          |
|                                                                     |
| Según los censos de población de la oficina estadística de Croacia. |